# Перо (фільм, 2016)
«Перо» (італ. Piuma) — італійський драматичний фільм, знятий Роаном Джонсоном. Світова прем'єра стрічки відбулась 5 вересня 2016 року на Венеційському кінофестивалі. Фільм розповідає про закоханих Кейт і Ферро, життя яких кардинально змінюється з несподіваною вагітністю Кейт.

## У ролях
- Блу Ді Мартіно — Кейт
- Луїджі Фідель — Ферро
- Мікела Ческон — Карла Пардіні
- Серджо П'єраттіні — Франко Пардіні

## Визнання
| Нагороди та номінації фільму «Перо» | Нагороди та номінації фільму «Перо» | Нагороди та номінації фільму «Перо» | Нагороди та номінації фільму «Перо» | Нагороди та номінації фільму «Перо» | Нагороди та номінації фільму «Перо» |
| Рік                                 | Кінопремія / Кінофестиваль          | Категорія / Нагорода                | Номінант                            | Результат                           |                                     |
| ----------------------------------- | ----------------------------------- | ----------------------------------- | ----------------------------------- | ----------------------------------- | ----------------------------------- |
| 2016                                | Венеційський кінофестиваль          | «Золотий лев» за найкращий фільм    | «Перо»                              | Номінація                           |                                     |